# Fluitkwartet (Holmboe)
Fluitkwartet (Quartetto) is een compositie van Vagn Holmboe.
Holmboe schreef dit fluitkwartet als variatie op een strijkkwartet (twee violen, altviool, cello) door de eerste vioolpartij te vervangen door een voor dwarsfluit. Een werk voor eenzelfde ensemble kreeg de titel Primavera mee. Volgens opgave in het boekwerkje bij de Dacapo Recordsuitgave verschillen de werken aanzienlijk. Holmboe wilde niet in herhaling vallen; hij wilde muzikale trucjes vermijden. Het fluitkwartet bestaat uit drie delen:
1. Allegretto; in sonatevorm
2. Adagio ma non troppo; de fluitist speelt een zelfstandig thema ten opzichte van de begeleiding door de strijkers
3. Allegro; rusteloos deel met syncopen in het begin; fragmenten uit de twee voorgaande delen komen terug; het deel komt langzaam tot rust.

Er zijn twee opnamen bekend van het werk. Claus Ettrup Larsen met aanvullend trio nam het op voor Rondo Records. Dacapo Records nam het op in het kader van uitgave van vergeten kamermuziek van de Deense componist. 